# Asio
Asio – rodzaj ptaków z podrodziny puszczyków (Striginae) w rodzinie puszczykowatych (Strigidae).

## Zasięg występowania
Rodzaj obejmuje gatunki występujące na całym świecie oprócz obszarów antarktycznych.

## Morfologia
Długość ciała 27–46 cm, rozpiętość skrzydeł 82–100 cm; masa ciała 200–685 g.

## Systematyka

### Etymologia
- Asio: łac. asio, asionis lub axio, axionis „jakiś rodzaj uszatej słowy”[15].
- Noctua: łac. noctua „sowa” poświęcona Minerwie (znanej również jako Atena, Pallas lub Pallas Atena), bogini mądrości, wojny i sztuk wyzwolonych, której ulubionym ptakiem była sowa, starożytne skojarzenie z jej prymitywną rolą jako bogini nocy, od nox, noctis „noc”[15]. Gatunek typowy: Noctua minor S.G. Gmelin, 1771 (= Strix flammea Pontoppidan, 1763.
- Otus: łac. otus „mała uszata sowa”, od gr. ωτος ōtos „uszata sowa”[15].
- Nyctalops: rodzaj Nyctala Brehm, 1828; gr. ωψ ōps, ωπος ōpos „oblicze”[15]. Gatunek typowy: Nyctalops stygius Wagler, 1832.
- Brachyotus: gr. βραχυς brakhus „krótki”; ους ous, ωτος ōtos „ucho”[15]. Gatunek typowy: Otus (Brachyotus) galapagoensis[a] Gould, 1837.
- Ascalaphus: gr. ασκαλαφος askalaphos „ptak wspomniany przez Arystotelesa, zazwyczaj identyfikowany jako rodzaj jakiejś sowy”[15]. Gatunek typowy: Ascalaphus auritus Morris, 1837 (= Strix otus Linnaeus, 1758).
- Nudipedes: łac. nudus „goły”; pes, pedis „stopa”, od gr. πους pous, ποδος podos „stopa”[15]. Nomen nudum.
- Phasmaptynx: gr. φασμα phasma, φασματος phasmatos „fantom”, od φαινω phainō „pojawić się”; πτυγξ ptunx, πτυγγος ptungos „sowa”[15]. Gatunek typowy: Otus capensis A. Smith, 1834.
- Pseudoscops: gr. ψευδος pseudos „fałszywy”; σκωψ skōps, σκωπος skōpos „sówka, syczek”[15]. Gatunek typowy: Ephialtes grammicus Gosse, 1847.
- Rhinostrix: gr. ῥις rhis, ῥινος rhinos „nos”; στριξ strix, στριγος strigos „sowa”[15]. Gatunek typowy: Strix americana J.F. Gmelin, 1788 (= Bubo clamator Vieillot, 1808).
- Rhinoptynx: gr. ῥις rhis, ῥινος rhinos „nos”; πτυγξ ptunx, πτυγγος ptungos „sowa”[15]. Gatunek typowy: Otus mexicanus Cuvier, 1829 (= Bubo clamator Vieillot, 1808).
- Nisuella: rodzaj Nisus Lacépède, 1799 (jastrząb); łac. przyrostek zdrabniający -ella[15]. Gatunek typowy: Otus madagascariensis A. Smith, 1834.
- Nesasio: gr. νησος nēsos wyspa (tj. Wyspy Salomona); łac. asio, asionis „sowa”[15]. Gatunek typowy: Pseudoptynx solomonensis E. Hartert, 1901.

### Podział systematyczny
Do rodzaju należą następujące gatunki:
- Asio grammicus (Gosse, 1847) – uszatka jamajska
- Asio stygius (Wagler, 1832) – uszatka ciemna
- Asio otus (Linnaeus, 1758) – uszatka zwyczajna
- Asio abyssinicus (Guérin-Méneville, 1843) – uszatka etiopska
- Asio madagascariensis (A. Smith, 1834) – uszatka madagaskarska
- Asio clamator (Vieillot, 1808) – uszatka krzykliwa
- Asio flammeus (Pontoppidan, 1763) – uszatka błotna
- Asio solomonensis (E. Hartert, 1901) – uszatka kreskowana
- Asio capensis (A. Smith, 1834) – uszatka mauretańska